# Mary Potter
Mary Potter, född 22 november 1847 i Bermondsey, London, död 9 april 1913 i Rom, var en engelsk romersk-katolsk nunna och grundare av Sisters of the Little Company of Mary. Hon förklarades som vördnadsvärd av påve Johannes Paulus II den 8 februari 1988.

### Webbkällor
- Bolognini, Daniele. ”Venerabile Mary Potter, fondatrice” (på italienska). Santi e Beati. Arkiverad från originalet den 21 februari 2021. https://archive.md/qDE6H. Läst 21 februari 2021.